# Lanceur d'alerte en droit français
Pour un article plus général, voir Lanceur d'alerte.
Depuis 2013, la France a adopté plusieurs lois pour protéger les lanceurs d'alerte.  

## Définition du lanceur d'alerte
Le droit d’alerte, extension de la liberté d’expression, relève historiquement du droit du travail. Son but est de protéger le salarié alertant sur des crimes ou faits illégaux.
La première convention internationale ratifiée par la France (Organisation internationale du travail, 1982) interdit le licenciement d’un salarié ayant alerté sur des faits illégaux commis par son employeur.
Le Conseil de l'Europe définit en 2014 le lanceur d’alerte comme « toute personne qui fait des signalements ou révèle des informations concernant des menaces ou un préjudice pour l’intérêt général dans le contexte de sa relation de travail, qu’elle soit dans le secteur public ou dans le secteur privé. »

En 2013, le législateur français intègre une définition partielle du lanceur d'alerte, limitée à la santé publique et à l’environnement, dans la loi du 16 avril 2013 dite Blandin en son article premier : 
« Toute personne physique ou morale a le droit de rendre publique ou de diffuser de bonne foi une information concernant un fait, une donnée ou une action, dès lors que la méconnaissance de ce fait, de cette donnée ou de cette action lui paraît faire peser un risque grave sur la santé publique ou sur l'environnement. L'information qu'elle rend publique ou diffuse doit s'abstenir de toute imputation diffamatoire ou injurieuse. »
— Article premier de la loi no 2013-316 du 16 avril 2013 relative à l'indépendance de l'expertise en matière de santé et d'environnement et à la protection des lanceurs d'alerte (1)

En 2016, l'article premier de la loi Blandin est abrogé au bénéfice de l'article 6 de la loi Sapin 2 qui élargit le champ des alertes, mais propose une rédaction plus fragile : 
« Un lanceur d'alerte est une personne physique qui révèle ou signale, de manière désintéressée et de bonne foi, un crime ou un délit, une violation grave et manifeste d'un engagement international régulièrement ratifié ou approuvé par la France, d'un acte unilatéral d'une organisation internationale pris sur le fondement d'un tel engagement, de la loi ou du règlement, ou une menace ou un préjudice graves pour l'intérêt général, dont elle a eu personnellement connaissance. Les faits, informations ou documents, quel que soit leur forme ou leur support, couverts par le secret de la défense nationale, le secret médical ou le secret des relations entre un avocat et son client sont exclus du régime de l'alerte défini par le présent chapitre. »
— Article 6 de la loi no 2016-1691 du 9 décembre 2016 relative à la transparence, à la lutte contre la corruption et à la modernisation de la vie économique (1)

## Alerte
L’alerte doit concerner une atteinte à l’intérêt général.
Elle doit présenter une chronologie claire (antériorité de l’alerte sur les représailles, dont un éventuel licenciement).
La loi Sapin 2 (2016), s'appuyant sur les standards internationaux, prévoyait que – sauf cas spécifiques (danger grave et imminent) - l’alerte soit effectuée d’abord en interne, puis auprès des autorités judiciaires ou administratives, et enfin, de la presse. La presse pouvait être sollicitée en premier recours si la gravité et l’urgence de l’alerte le justifiaient. Ce système à trois paliers contrevenait à la directive (UE) 2019/1937 du 23 octobre 2019 et a été remplacé par un système à deux paliers (au choix, alerte interne ou externe, puis alerte à la presse en dernier recours) dans le cadre de la loi de transposition adoptée en 2022.
En France, la loi du 6 décembre 2013 permet le recours à la presse et [signalement de risques graves pour la santé ou l’environnement] elle impose le signalement préalable auprès de l’employeur (art.8) ; les autres lois autorisent un signalement direct aux autorités judiciaires ou administratives ou aux régulateurs institués (voir p. 12 législation française). Si dans la loi du 16 avril 2013, l’article 1 (définition du lanceur d’alerte) accorde « le droit de rendre public » le signalement, pour autant l’article 11 (protections accordées) exclut le signalement à la presse, le restreignant à l’employeur, puis aux autorités administratives et judiciaires. La loi de décembre 2016 permet l'alerte du public en cas de forte gravité ou après 3 mois d'absence de réaction des autorités compétentes, après échec du signalement à la hiérarchie. La loi de 2022 assouplit les conditions permettant de rendre public le signalement. Le texte conserve la condition d'avoir alerte auparavant une autorité administrative ou judiciaire mais n’a pas émis de retour sous un certain délai, qui sera défini dans un décret. En sus de cette hypothèse, le signalement peut être directement rendu public dans les cas suivants (sauf lorsque la divulgation publique « porte atteinte aux intérêts de la défense et de la sécurité nationales ») :
• La saisine de l’autorité judiciaire ou administrative exposerait l’auteur du signalement à un risque de représailles, ou aurait pour conséquence que le signalement ne serait pas correctement traité en raison des circonstances de l’affaire, notamment si des preuves risquent d’être détruites ou si l’autorité peut sembler en conflit d’intérêts (par exemple, un signalement adressé au procureur de la République d’un tribunal qui mettrait précisément en cause ce procureur) ;
• En cas de danger grave et imminent, uniquement pour les alertes hors du cadre professionnel ;
• En cas de danger imminent ou manifeste pour l’intérêt général, notamment lorsqu’il existe une situation d’urgence ou un risque de préjudice irréversible, pour les alertes issues du cadre professionnel (qui concernent des informations obtenues par le lanceur d’alerte dans le cadre de son activité professionnelle).

## Législation en matière de droit d'alerte

### Avant la loi Sapin 2 (2016)
La directive (UE) 2019/1937 du 23 octobre 2019 qui vise la protection des personnes qui signalent des violations du droit de l’Union, ainsi que la résolution (UE) 2016/2055 du 14 février 2017 sur le rôle des lanceurs d’alerte dans la protection des intérêts financiers de l’Union européenne renforcent plus largement le statut des lanceurs d'alerte. 
En France, plusieurs lois, toutes récentes, comprennent un article en leur faveur (trois de ces lois datent de 2013).
- La première loi date de 2007. Elle ne protège que les salariés du secteur privé signalant des faits de corruption.
- En 2011, pour faire suite au scandale du Mediator et grâce à Irène Frachon, une loi est adoptée, mais elle se limite à l’industrie pharmaceutique[4].
- La loi du 16 avril 2013, encore parcellaire, protège tous ceux qui préviennent d'un « risque grave pour la santé publique ou l’environnement ». Seule cette loi dans son article 8 impose le signalement préalable auprès de l'employeur. Toutes les autres lois autorisent un signalement direct aux autorités judiciaires ou administratives ou aux régulateurs institués.

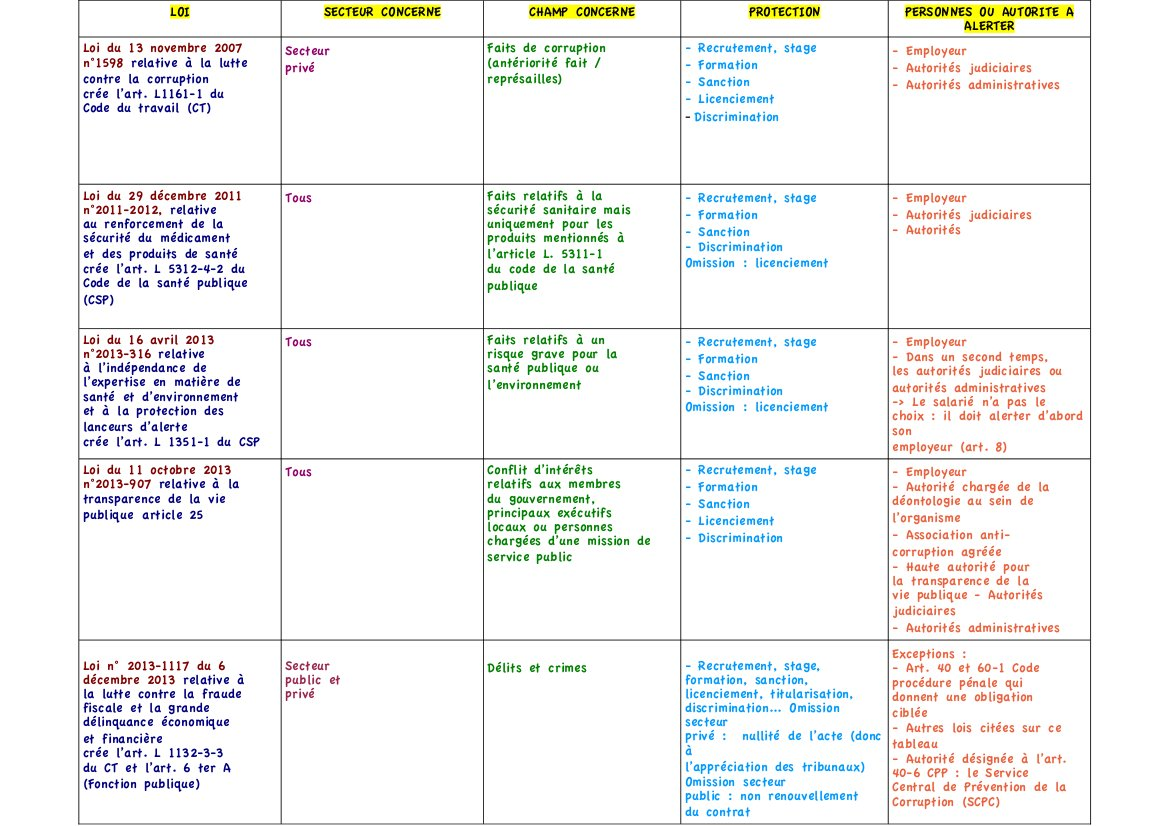
Législation française sur les lanceurs d'alerte jusqu'en 2013

Le 16 avril 2013, le législateur a adopté une loi protégeant les lanceurs d'alerte, dans le domaine des risques sanitaires ou environnementaux, visant selon Jean-Louis Roumégas (député de l'Hérault et rapporteur de la loi) à « libérer la parole de ceux qui doutent, ou qui savent » par un « cadre protecteur » (c'était une des demandes du Grenelle de l'environnement en 2007) et à renforcer l'indépendance des expertises scientifiques. Le texte proposé par les écologistes a été soutenu par le PS, les communistes et une grande partie du groupe RDSE (à majorité PRG) ainsi que quatre députés centristes (les autres s'abstenant), l'UMP s'y opposant. Les députés ont au passage reformulé la définition du lanceur d'alerte (dans ce cadre) en précisant que « toute personne physique ou morale a le droit de rendre publique ou de diffuser de bonne foi une information concernant un fait, une donnée ou une action, dès lors que la méconnaissance de ce fait, de cette donnée ou de cette action lui paraît dangereuse pour la santé ou pour l'environnement », comme cela fut le cas successivement par exemple pour l'exposition de longue durée à l'amiante ou bien à des « pics d'exposition », la mortalité des abeilles ou les dangers du Mediator. Il s'agit aussi de créer une « culture préventive de l'alerte » avec notamment un « droit d'alerte » accordé aux représentants du personnel des CHSCT (Comité d'hygiène, de sécurité et des conditions de travail), ces derniers devant aussi être informés spécifiquement des alertes lancées et des suites données. S'il y a litige sur le bien-fondé ou la suite donnée à l'alerte par l'employeur, un représentant du personnel du CHSCT pourra désormais saisir le préfet. 
La loi crée une Commission nationale de la déontologie et des alertes en matière de santé publique et d'environnement, plutôt qu'une Haute autorité de l'expertise scientifique et de l'alerte en matière de santé et d'environnement comme cela était prévu par le projet de loi. Cette commission a une personnalité morale mais des compétences et des moyens plus restreints, à la demande du groupe socialiste et du gouvernement selon l'AFP. Il ne s'agit pas d'une nouvelle commission, mais de la refonte de l'actuelle Commission de prévention et de sécurité qui « harmonisera les règles éthiques et préviendra les conflits d’intérêt au sein des organismes d’expertise et de recherche ».
- Un nouveau texte est voté pour protéger « les membres du gouvernement, personnes chargées d’une mission de service public et les principaux élus locaux » qui dénoncent un conflit d’intérêt à la suite de l’affaire Cahuzac (fin 2012).

- La loi du 6 décembre 2013 vise « tout salarié de bonne foi, témoin de crimes et délits dans l’exercice de son travail ». En France, seule cette loi autorise le recours à la presse. Le lanceur d’alerte peut certes contester son licenciement aux prud'hommes, mais uniquement après coup, ce qui implique de disposer de moyens financiers substantiels pour se faire défendre par un bon avocat. À ce stade et jusqu'en 2016, les détracteurs du droit français sur l'alerte pointent un manque d'opérabilité ; En effet le législateur n'a pas produit de définition globale du lanceur d'alerte (sa définition est limitée à la santé publique et à l'environnement, avec la loi du 16 avril 2013 dite loi Blandin, article 1er), qui accorde cependant des moyens spécifiques, de contrôles et de sanctions. Les salarié lanceur d'une alerte sanitaire ou environnementale n'est sont en outre pas protégés contre le licenciement ; le recours aux média n'est envisageable que par une loi spécifique de décembre 2013 sur le signalement des crimes et délits.  Un collectif d'organisations (Pila : plateforme internationale des lanceurs d'alerte, CGT, Transparency International France, Fondation Sciences citoyennes, Syndicat de la magistrature, Ligue des droits de l'homme, CCFD-Terre solidaire, Sherpa, Anticor, Peuples solidaires Action Aid, La Quadrature du Net, Mediapart, OCTFI, Survie, Foi et justice Afrique Europe, Cadtm France, Justice et paix, Solidaires Finances publiques, Collectif Roosevelt, Attac, Revue Projet), plaide pour une nouvelle législation.

### Loi «Sapin 2» relative à la transparence, à la lutte contre la corruption et à la modernisation de la vie économique du 9 décembre 2016
En décembre 2016, une loi relative à la transparence, à la lutte contre la corruption et à la modernisation de la vie économique (dite « Loi Sapin 2 »). Cette loi crée (art 1) une Agence française anticorruption destinée à « prévenir et à détecter les faits de corruption, de trafic d’influence, de concussion, de prise illégale d’intérêt, de détournement de fonds publics et de favoritisme ».
Les articles 6 à 16 de cette loi précisent le statut des lanceurs d'alerte : « Un lanceur d’alerte est une personne physique qui révèle ou signale, de manière désintéressée et de bonne foi, un crime ou un délit, une violation grave et manifeste d’un engagement international régulièrement ratifié ou approuvé par la France, d’un acte unilatéral d’une organisation internationale pris sur le fondement d’un tel engagement, de la loi ou du règlement, ou une menace ou un préjudice graves pour l’intérêt général, dont elle a eu personnellement connaissance. Les faits, informations ou documents, quel que soit leur forme ou leur support, couverts par le secret de la défense nationale, le secret médical ou le secret des relations entre un avocat et son client sont exclus du régime de l’alerte défini par le présent chapitre ».
L'article 7 les protège dans certains cas de divulgation de certains secrets protégés par la loi, à condition que cette divulgation soit « nécessaire et proportionnée à la sauvegarde des intérêts en cause, qu’elle intervient dans le respect des procédures de signalement définies par la loi et que la personne répond aux critères de définition du lanceur d’alerte ».
L'article 8 organise la procédure de signalement de l'alerte en trois phases : auprès de l'employeur (via le supérieur hiérarchique) puis auprès d'une autorité administrative ou judiciaire et, enfin, en l'absence de traitement après 3 mois, auprès du public.
Le Défenseur des droits est l'autorité compétente en matière d'orientation et de protection des lanceurs d'alerte en France. La  loi organique n° 2016-1690 du 9 décembre 2016 relative à la compétence du Défenseur des droits pour l'orientation et la protection des lanceurs d'alerte prévoit que celui-ci est chargé « d'orienter vers les autorités compétentes toute personne signalant une alerte dans les conditions fixées par la loi, de veiller aux droits et libertés de cette personne ». Son rôle est d’aider l’ensemble des lanceurs d’alerte à s’orienter à toutes les étapes de leurs démarches. La loi n° 2016-1691 du 9 décembre 2016 relative à la transparence, à la lutte contre la corruption et à la modernisation de la vie économique (loi Sapin 2) précise les conditions dans lesquelles le Défenseur des droits exerce ses missions. Le  décret n° 2017-564 du 19 avril 2017 définit les procédures de recueil des signalements émis par les lanceurs d'alerte.

### Lois du 21 mars 2022 transposant la directive (UE) 2019/1937 du 23 octobre 2019
En février 2022, le Parlement adopte la loi de transposition de la directive (UE) 2019/1937 du 23 octobre 2019 à la suite de deux propositions de loi déposées par le député Modem Sylvain Waserman : une proposition de loi ordinaire « visant à améliorer la protection des lanceurs d’alerte » et une proposition de loi organique « visant à renforcer le rôle du Défenseur des droits en matière de signalement d’alerte ». Ces deux textes ont été promulgués le 21 mars 2022,. La loi visant à améliorer la protection des lanceurs d'alerte amende la loi Sapin 2 de décembre 2016 afin de la mettre en conformité avec la directive européenne et ajoute des garanties substantielles non comprises dans la directive :
- Elle remplace le critère ambigu du désintéressement par l’exigence que l’alerte soit lancée « sans contrepartie financière directe ».
- Elle élargit  le champ de l’objet du signalement : le lanceur d’alerte peut dénoncer, outre les faits eux-mêmes, « des informations » portant sur ceux-ci. Les faits dénoncés peuvent consister en « une menace ou un préjudice pour l’intérêt général » (l’ancienne rédaction exigeait « une menace ou un préjudice graves pour l’intérêt général ». Les faits dénoncés peuvent consister en « une violation ou une tentative de dissimulation d’une violation » de la loi ou du règlement, d’engagements internationaux de la France ou encore du droit européen (tandis que l’ancienne rédaction ne permettait de dénoncer qu’une « violation grave et manifeste » de ces éléments).
- Le texte issu de la proposition de loi comprend une régression notable s’agissant des faits exclus du régime de l’alerte en tant que faits couverts par un secret protégé par la loi : l’ancienne rédaction excluait du régime de l’alerte les « faits, informations ou documents, quel que soit leur forme ou leur support » couverts par trois types de secret : le secret de la défense nationale ; le secret médical ; le secret des relations entre un avocat et son client. La nouvelle rédaction consacre deux types de secret qui viennent s’ajouter à la liste ci-dessus et empêcher ainsi les faits en cause d’être qualifiés d’alerte lorsqu’ils sont couverts par l’un de ces secrets : le secret des délibérations judiciaires ; le secret de l’enquête ou de l’instruction judiciaires.
- Le premier palier, correspondant au signalement auprès du supérieur hiérarchique, n’est plus impératif, de sorte que le lanceur d’alerte peut directement adresser son signalement à l’autorité administrative ou judiciaire compétente. Par ailleurs, dans le cas du premier comme du second palier, le texte prévoit que l’employeur ou l’autorité destinataire du signalement ont l’obligation de faire un retour au lanceur d’alerte sur son signalement. D’autre part, les conditions permettant de rendre public le signalement ont été assouplies.
- La réécriture de l'article 10-1 de la loi Sapin 2 rend l'ensemble de ces mesures de protection également applicable à certains tiers qui accompagnent le lanceur d’alerte dans sa démarche. Ces tiers sont : les facilitateurs, définis comme toute personne physique ou morale de droit privé à but non lucratif qui aide un lanceur d’alerte à effectuer un signalement ou une divulgation dans le respect de la procédure prévue par la loi ; les personnes physiques en lien avec un lanceur d’alerte risquant de faire l’objet de mesures de représailles de la part de leurs employeur, clients ou destinataires de leurs services ; les entités juridiques contrôlées par un lanceur d’alerte, pour lesquelles il travaille ou avec lesquelles il est en lien dans un contexte professionnel (par exemple, la structure d’exercice d’un lanceur d’alerte exerçant une profession libérale).
- La liste des mesures de représailles interdites est enrichie de nouveaux comportements prohibés, tels que par exemple les atteintes à la réputation du lanceur d’alerte ou d’un tiers protégé, y compris sur Internet, ou encore l’annulation d’une licence ou d’un permis. En outre, l’article 225-1 du code pénal, qui liste l’ensemble des critères de discrimination prohibés par la loi, est modifié de manière à désormais interdire les actes de discrimination à l’encontre du lanceur d’alerte ou des tiers qui lui sont liés.
- Concernant la divulgation des signalements, l’irresponsabilité civile du lanceur d'alerte est reconnue pour les divulgations publiques à condition qu'il ait respecté une certaine proportionnalité dans ses agissements et n'ait pas divulgué « plus que nécessaire ». En revanche, l’irresponsabilité pénale est acquise s’agissant de la divulgation du signalement, dès lors que celle-ci a été effectuée conformément à la procédure prévue par la loi, sans que la condition ci-dessus ne soit exigée. De plus, désormais, n’est pas pénalement responsable le lanceur d’alerte ou son complice « qui soustrait, détourne ou recèle des documents ou tout autre support contenant les informations dont il a eu connaissance de manière licite », et qu’il divulgue en conformité avec la procédure prévue par la loi.
- La loi introduit la possibilité pour un lanceur d'alerte d’obtenir, dans le cadre d’un procès, une provision pour frais de justice ou même, si sa situation économique s’est gravement dégradée en raison de son alerte, une provision pour subsides. Cette somme est versée par la partie adverse, et le juge peut décider qu’elle restera définitivement acquise au lanceur d’alerte, même s’il perd son procès.
- Elle modifie l’article 13 de la loi Sapin 2, qui visait à réprimer les procédures-bâillons. Le fait de « faire obstacle, de quelque façon que ce soit, à la transmission d’un signalement » continue d’être puni d’un an d’emprisonnement et de 15 000 € d’amende. En revanche, le montant de l’amende civile qui peut, sous certaines conditions, être prononcée à l’encontre d’une personne agissant contre un lanceur d’alerte pour le faire taire est doublé, et passe ainsi de 30 000 à 60 000 €. D’un point de vue procédural, le Conseil constitutionnel a censuré l'élargissement de cette disposition aux plaintes avec constitution de partie civile[11].

La proposition de loi organique visant à renforcer le rôle du Défenseur des droits en matière de signalement d’alerte, adoptée concomitamment à la proposition de loi visant à améliorer la protection des lanceurs d’alerte, prévoit de nouvelles missions attribuées au Défenseur des droits. Afin de permettre à l’institution de les remplir, un nouveau poste d’adjoint chargé de l’accompagnement des lanceurs d’alerte est créé. La loi rend possible pour toute personne, de saisir le Défenseur des droits pour que celui-ci rende, dans un délai de six mois à compter de la réception de la demande, un avis sur sa qualité de lanceur d’alerte au regard des conditions fixées par la loi. La proposition de loi organique prévoit que le Défenseur des droits publiera tous les deux ans un rapport, présenté au Président de la République, au Président de l’Assemblée nationale et au Président du Sénat, sur le fonctionnement global de la protection des lanceurs d’alerte.

### Statut de lanceur d'alerte
Une des missions du Défenseur des droits est de pouvoir donner un avis sur le statut de lanceur d’alerte, cet avis porte également le nom de « certification ». 
Cette certification est une reconnaissance de la qualité de lanceur d’alerte d’une personne qui a effectué un signalement.
La reconnaissance de ce statut intervient le plus souvent a posteriori, notamment en cas de litige, par les tribunaux ou le Défenseur des droits, qui évaluent si la personne remplit les critères légaux.

## Mobilisation de la société civile
Des associations telles que Transparency International, spécialisées en matière d'atteinte à la probité, permettent aux lanceurs d'alerte de s'exprimer. Elles promeuvent une loi-cadre applicable à tous les secteurs (publics et privés), prévoyant une protection globale et des procédures de transmission des informations protégeant l'anonymat (convention de Mérida ratifiée par la France). Les représailles ou l'entrave au signalement doivent être pénalisés.
Ces ONG promeuvent aussi une agence indépendante des alertes qui collecterait et traiterait les alertes en publiant annuellement ses données, ainsi que la création d'un fonds de dotation pour les lanceurs d'alerte qui leur garantirait le droit à un procès équitable en les aidant dans les procédures judiciaires et pour leur assurer une réparation tant sur le plan financier que sur le plan psychologique.
En 2018, 17 associations et syndicats se sont réunis, à l'initiative de Transparency International France et de la fondation Sciences Citoyennes, pour créer une Maison des Lanceurs d'Alerte, avec un double objectif :
- accompagner les lanceurs d'alerte dans leurs démarches, notamment sur le plan juridique ;
- plaider pour changer la législation et améliorer la protection des lanceurs d'alerte.

En 2021, l'Association bretonne des entreprises agroalimentaires tente à l'inverse d'influencer le Sénat pour détricoter la protection des lanceurs d'alerte,.